# Воробйовка (Казахстан)
Воробйо́вка (каз. Воробьёвка) — село у складі Буландинського району Акмолинської області Казахстану. Входить до складу Журавльовського сільського округу.
Населення — 224 особи (2021; 303 у 2009, 430 у 1999, 452 у 1989).
Національний склад станом на 1989 рік:
- росіяни — 59 %.